# Sharazor Eyalet

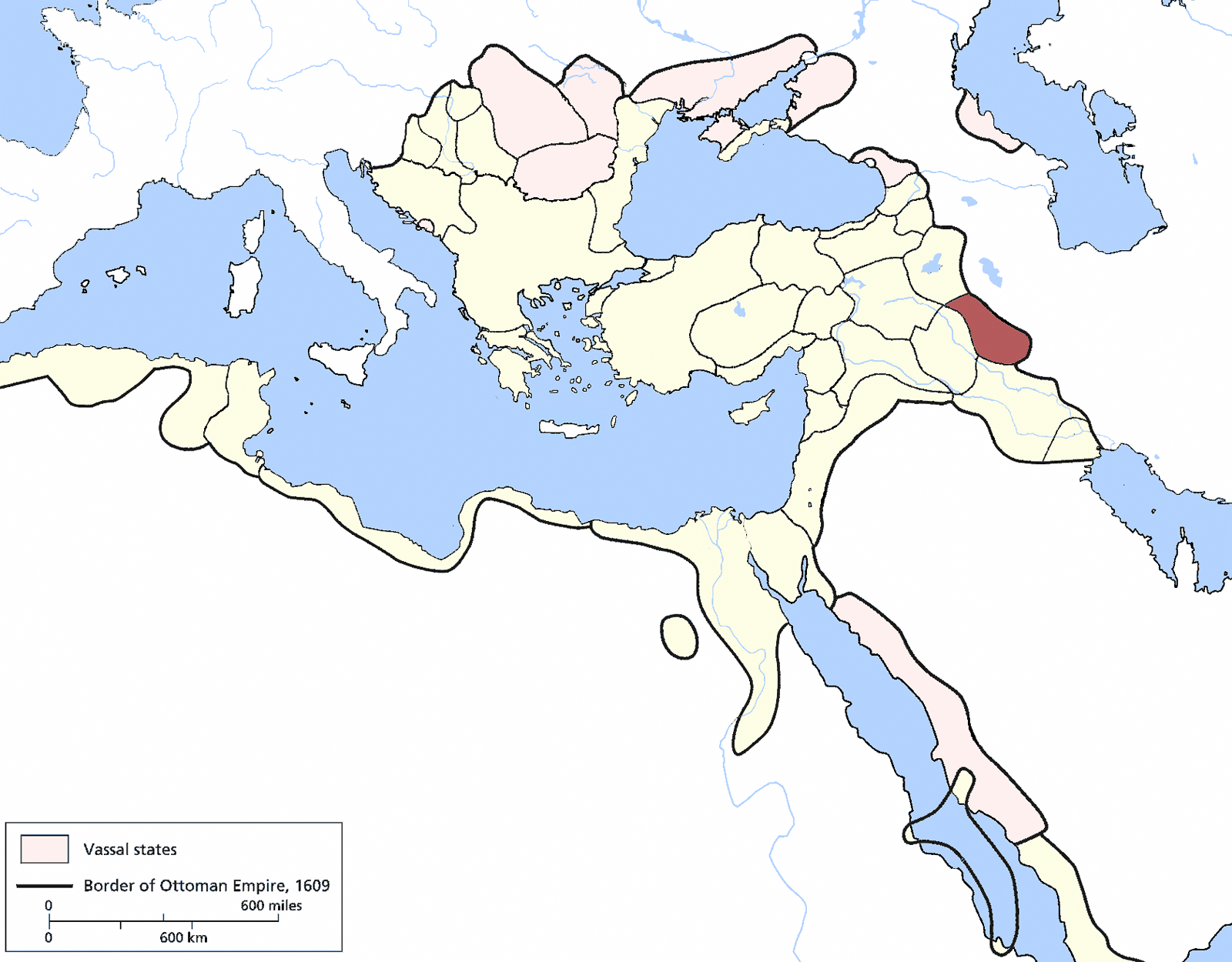
Sharazor Eyalet (1609)

Sharazor Eyalet (osmanska ایالت شهر زور; Eyālet-i Šehr-i Zōr) var en provins (eyalet) i Osmanska riket mellan 1554 och 1862. Huvudstad var Kirkuk (Sulaymaniyya efter 1784).